# Bezzia rufipes
Bezzia rufipes är en tvåvingeart som först beskrevs av Jean-Jacques Kieffer 1911.  Bezzia rufipes ingår i släktet Bezzia och familjen svidknott.
Artens utbredningsområde är Seychellerna. Inga underarter finns listade i Catalogue of Life.